# Castell de Ciutat
Castell de Ciutat är ett slott i Spanien.   Det ligger i provinsen Província de Lleida och regionen Katalonien, i den nordöstra delen av landet, 500 km öster om huvudstaden Madrid. Castell de Ciutat ligger 748 meter över havet.
Terrängen runt Castell de Ciutat är kuperad söderut, men norrut är den bergig. Castell de Ciutat ligger nere i en dal. Runt Castell de Ciutat är det tätbefolkat, med 286 invånare per kvadratkilometer. Närmaste större samhälle är La Seu d'Urgell, 1,4 km öster om Castell de Ciutat. I omgivningarna runt Castell de Ciutat växer i huvudsak blandskog.